# Protorthodes indra
Protorthodes indra là một loài bướm đêm trong họ Noctuidae.